# Antiblemma exhilarans
Antiblemma exhilarans är en fjärilsart som beskrevs av Walker 1858. Antiblemma exhilarans ingår i släktet Antiblemma och familjen nattflyn. Inga underarter finns listade i Catalogue of Life.